# 神打 (電影)
《神打》（英語：The Spiritual Boxer）是1975年上映的一部电影，由刘家良执导，倪匡编剧，汪禹等人出演，该作主要讲述的是一个会“神打”功夫的人惩恶扬善的故事，该作是刘家良第一部执导的电影作品。

## 劇情簡介
义和团时期，“神打”术传到了民间，有一个人虽然说最初用“神打”来完成自己的目的，然而通过一些事情，他决定用“神打”来帮助有困难的民众。

## 演员
- 陈观泰
- 詹森
- 汪禹
- 冯克安
- 狄龙
- 强汉
- 王清河
- 吴抗生
- 徐松鹤
- 夏萍
- 金天柱
- 刘家良
- 沈勞
- 张石庵
- 井淼
- 任达华

## 備註
1. ↑  WOW!SCREEN. . 視影實業股份有限公司. 2005.
2. ↑  陈德森. . 红出版(青森文化). 2002.
3. ↑  太初工作室， 陸明敏. . 三联书店(香港)有限公司. 2019.
4. ↑  馮邦彥. . 中华书局(香港)有限公司. 2014.
5. ↑  太魏君子. . 中华书局(香港)有限公司. 2019.
6. ↑  魏君子. . 商務(香港)印書館. 2014.

## 相關連結
- 互联网电影数据库（IMDb）上《神打》的资料（英文）
- 豆瓣电影上《神打》的資料 （简体中文）
- 香港影庫上《神打》的資料（繁體中文）